# Heloísa Alberto Torres
Heloísa Alberto Torres (Rio de Janeiro, 17 de setembro de 1895 – Rio de Janeiro, 23 de fevereiro de 1977) foi uma antropóloga brasileira, reconhecida internacionalmente pelo estudo de cerâmicas marajoaras. Foi diretora do Museu Nacional e compôs o Conselho Nacional de Proteção ao Índio que chegou a presidir, instituição que foi substituída pela Fundação Nacional do Índio (FUNAI), o qual colaborou com a criação.

## Vida
Heloísa nasceu em 1895, na cidade do Rio de Janeiro. Filha de Alberto Torres e Maria José Xavier da Silveira, tinha dois irmãos, Marieta e Alberto. Seu pai foi um dos maiores ensaístas brasileiros, ministro da Justiça, presidente do estado do Rio de Janeiro e ministro do Supremo Tribunal.
Estudou em Petrópolis, no Colégio Nossa Senhora de Sion, após estudar por vários anos na Inglaterra. Seu pai morreu quando Heloísa tinha 22 anos, quando decidiu se dedicar à antropologia. No Museu Nacional, procurou o professor Edgard Roquette-Pinto . Prestou concurso, em 1925, para professora substituta da Divisão de Antropologia e Etnografia, cujo chefe era Roquette Pinto, tornando-se a primeira mulher a ingressar como professora da Divisão de Antropologia e uma das primeiras mulheres funcionárias do conceituado museu.

## Realizações

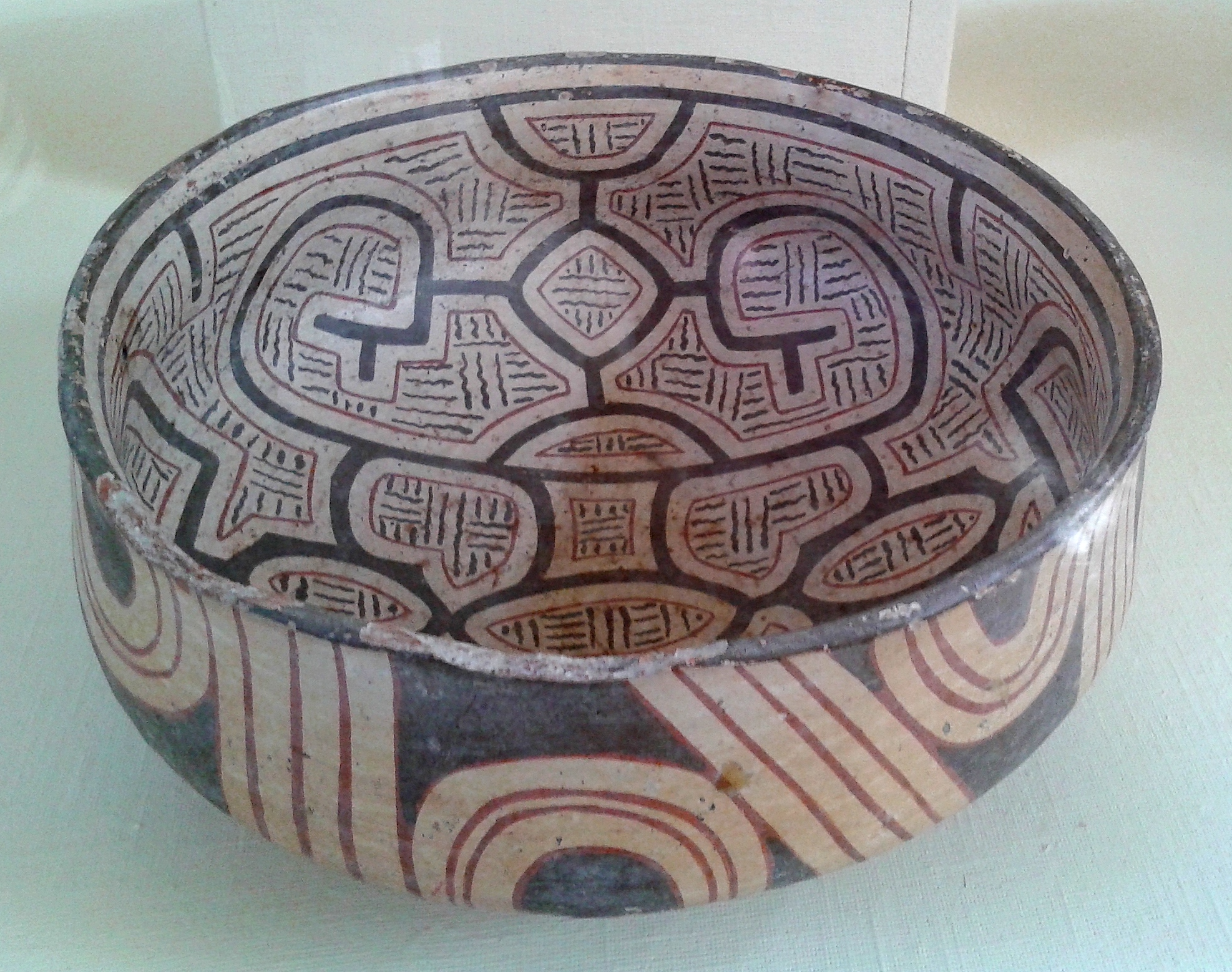
Cultura Marajoara - Cerâmica MN 05. Acervo do Museu Nacional/UFRJ.

Em 1930, sua mais notável expedição aconteceu e se tornou conhecida no Brasil e no mundo com os estudos de Heloísa sobre a cerâmica brasílica e, em especial, marajoara.
Essa expedição, que se estendeu por seis meses, possibilitou a realização de escavações arqueológicas nos locais de origem das famosas peças de cerâmica que haviam sido objeto de seus estudos. Naquele período, uma iniciativa desse porte certamente era vista como algo extraordinário, com o tom de uma grande aventura..
Assumiu a direção do Museu Nacional com o afastamento de Edgard Roquette-Pinto, virou vice-diretora (1935 a 1937), tornando-se diretora em 1938, permanecendo até 1955. Foi a única mulher no Conselho de Fiscalização das Expedições Artísticas e Científicas no Brasil, de 1934 a 1939.. Enquanto diretora do Museu Nacional, propôs um plano político para as ciências naturais e antropológicas no País, em um documento intitulado "Promoção de um Inquérito Nacional sobre as Ciências Naturais e Antropológicas. O documento continha 12 páginas e foi considerado um manifesto em favor das ciências naturais e da antropologia no Brasil. 
Heloísa esforçou-se para manter e renovar os quadros técnicos voltados à pesquisa em antropologia, geologia, paleontologia, botânica e zoologia da instituição. Incentivou o intercâmbio de pesquisadores estrangeiros e tornou o Museu Nacional um polo de pesquisa para muitos cientistas de renome, como Ralph Linton, Alfred Métraux, Paul Rivet, Claude Lévi-Strauss, Charles Wagley e Ruth Landes. Criou e executou um programa institucional, voltado para o treinamento de jovens pesquisadores em suas áreas.

## A valorização da cultura indigenista
Heloísa Alberto Torres valorizava profundamente a preservação da cultura indigenista como elemento essencial no desenvolvimento científico, museológico e também na construção do patrimônio nacional. Durante sua gestão no Museu, promoveu a incorporação de coleções e artefatos indígenas como parte da estrutura museológica, reforçando a antropologia cultural da instituição. Ela mediou parcerias com órgãos estatais (como o Serviço de Proteção ao Índio e o Conselho Nacional de Proteção ao Índio) e com universidades internacionais (como Columbia), garantindo que a pesquisa de campo fosse acompanhada da coleta e preservação de objetos culturais indígenas — fortalecendo a museologia com base científica e etnográfica . 
Heloísa também acreditava que proteger a cultura indígena exigia não apenas a salvaguarda dos objetos em museus, mas também a demarcação de terras e a atuação de instituições para resguardar o modo de vida dessas comunidades. Para ela, preservar esse patrimônio era um dever do Estado, alinhado com a garantia dos direitos dos povos indígenas e a afirmação de sua relevância no conjunto da sociedade brasileira.

## Morte
Heloísa morreu de insuficiência cardíaca em 23 de fevereiro de 1977, aos 81 anos. A Casa de Cultura Heloísa Alberto Torres, no município de Itaboraí, no Rio de Janeiro, foi deixada por Heloísa à sua irmã, e com a morte desta, foi deixada para o Instituto do Patrimônio Histórico e Artístico Nacional (IPHAN), uma casa típica do século XVIII, propriedade da família.